# Tiê-de-topete
O tiê-de-topete (Trichothraupis melanops) é uma espécie de ave da famíia Thraupidae. É a única espécie do gênero Trichothraupis.

## Descrição
Mede 16,5 cm de comprimento. A parte inferior do seu corpo é de cor canela a castanho, as costas e a cabeça são de cor marrom-olivácea, que contrasta com a cauda e as asas pretas, estas últimas com um espelho branco que é difícil de ver quando alça voo, porém visível no momento do voo. O macho tem um topete amarelo e uma grande mancha preta ao redor dos olhos, que se parece com óculos. A fêmea é mais pálida, não possui a mancha preta na face e um topete muito menor.

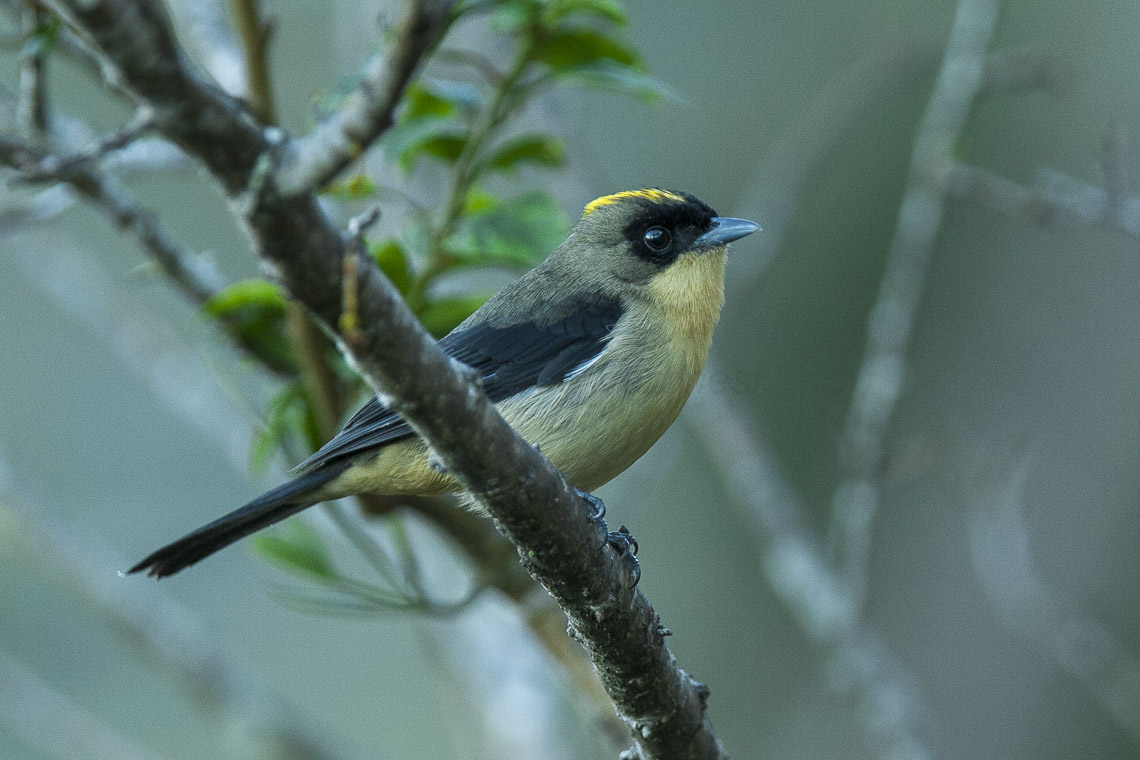

## Distribuição e hábitat
Habita entre os 500 e 2 400 m de altitude, nos níveis inferiores da floresta e áreas arborizadas. Encontra-se em grande parte do leste e do sul do Brasil, leste do Paraguai, norte do Uruguai e nordeste da Argentina; com uma população separada que fica ao longo da encosta oriental andina, no Peru, na Bolívia e no noroeste da Argentina. Em geral é comum, o que faz a BirdLife International e a IUCN a considerarem como Pouco Preocupante, mesmo que a população associada aos Andes seja relativamente local e pouco comum.

## Alimentação
Alimenta-se de insetos e também de frutos. Frequentemente busca alimento em bandos mistos com outras espécies, atuando como sentinela, e segue as formigas-correição para apanhar as presas que fogem delas. Para alimentar-se, associa-se também com duas espécies de macacos: o macaco-prego (Sapajus apella) e o bugio-ruivo (Alouatta guariba).